# Уистреам
Уистреа́м (фр. Ouistreham) — коммуна во Франции, находится в регионе Нормандия, департамент Кальвадос, округ Кан, центр одноименного кантона. Расположена в 18 км к северо-востоку от Кана, в месте впадения в Ла-Манш реки Орн и канала Кан, связывающего центр региона с морским побережьем.
Население (2018) — 9 250 человек.

## История
Рыбацкая деревня рядом с устьем Орна существовала с римских времен. В Средние века здесь вырос порт, через который осуществлялись поставки в Англию камня для строительства зданий. В 1779 году для защиты от англичан было решено построить в трех прибрежных поселках, в том числе в Уистреаме, оборонные редуты по проектам, разработанным веком ранее Вобаном. Однако уже в 1816 году эти редуты были признаны бесполезными и частично проданы, частично демонтированы. 
Жизнь Уистреама, как и многих прибрежных населенных пунктов Нормандии, изменилась в середине XIX века. В 1866 году канский фабрикант Лонгре построил в местных дюнах виллу, и решил, что закаты в Уистреаме напоминают ему те, что посчастливилось наблюдать в Италии. С его легкой руки эта часть побережья стала называться Belle Rive ("Красивый берег"). Постепенно дюны и болота исчезли, вместо них выросли виллы и отели. К началу XX века вокруг них сформировался модный курорт со спа-центром и казино.
Во время Второй мировой войны Уистреам был занят немецкими войсками. В 1942 районе пляж стал частью Атлантического вала, для чего были снесены 123 прибрежные виллы. 6 июня 1944 года пляж «Сорд» стал одним из мест высадки союзников во время Нормандской операции.

## Достопримечательности
- Церковь Святого Самсона XI века
- Маяк Уистреама
- Музей Le Grand Bunker — сохранившиеся элементы Атлантического вала, в том числе главный бункер высотой 17 м, состоящий из 6 уровней

## Экономика
На территории коммуны располагается часть торгового порта Кан-Уистреам, одного из крупнейших во Франции. 
Структура занятости населения:
- сельское хозяйство — 1,0 %
- промышленность — 4,0 %
- строительство — 1,9 %
- торговля, транспорт и сфера услуг — 62,2 %
- государственные и муниципальные службы — 30,9 %.

Уровень безработицы (2017) — 12,9 % (Франция в целом —  13,4 %, департамент Кальвадос — 12,5 %). 

Среднегодовой доход на 1 человека, евро (2018) — 22 470 (Франция в целом — 21 730, департамент Кальвадос — 21 490).

## Демография
Динамика численности населения, чел.

## Администрация
Администрацию Уистреама с 2014 года занимает член партии Республиканцы Ромен Бай (Romain Bail). На муниципальных выборах 2020 года возглавляемый им правый список победил в 1-м туре, получив 51,24 % голосов.
| Период | Период | Фамилия              | Партия                  | Примечания                                                                               |
| ------ | ------ | -------------------- | ----------------------- | ---------------------------------------------------------------------------------------- |
| 1971   | 1977   | Жан-Альбер Тернисьен |                         | ученый, научный советник премьер-министра Жоржа Помпиду                                  |
| 1977   | 1983   | Рене Лаклавьер       |                         |                                                                                          |
| 1983   | 2014   | Андре Ледран         | Социалистическая партия | профессор, член Генерального совета департамента, депутат Национального собрания Франции |
| 2014   |        | Ромен Бай            | Республиканцы           | профессор истории и географии                                                            |

## Города-побратимы
- Ангмеринг (англ.), Англия
- Брен-л’Аллё, Бельгия
- Лор-ам-Майн, Германия

## Галерея

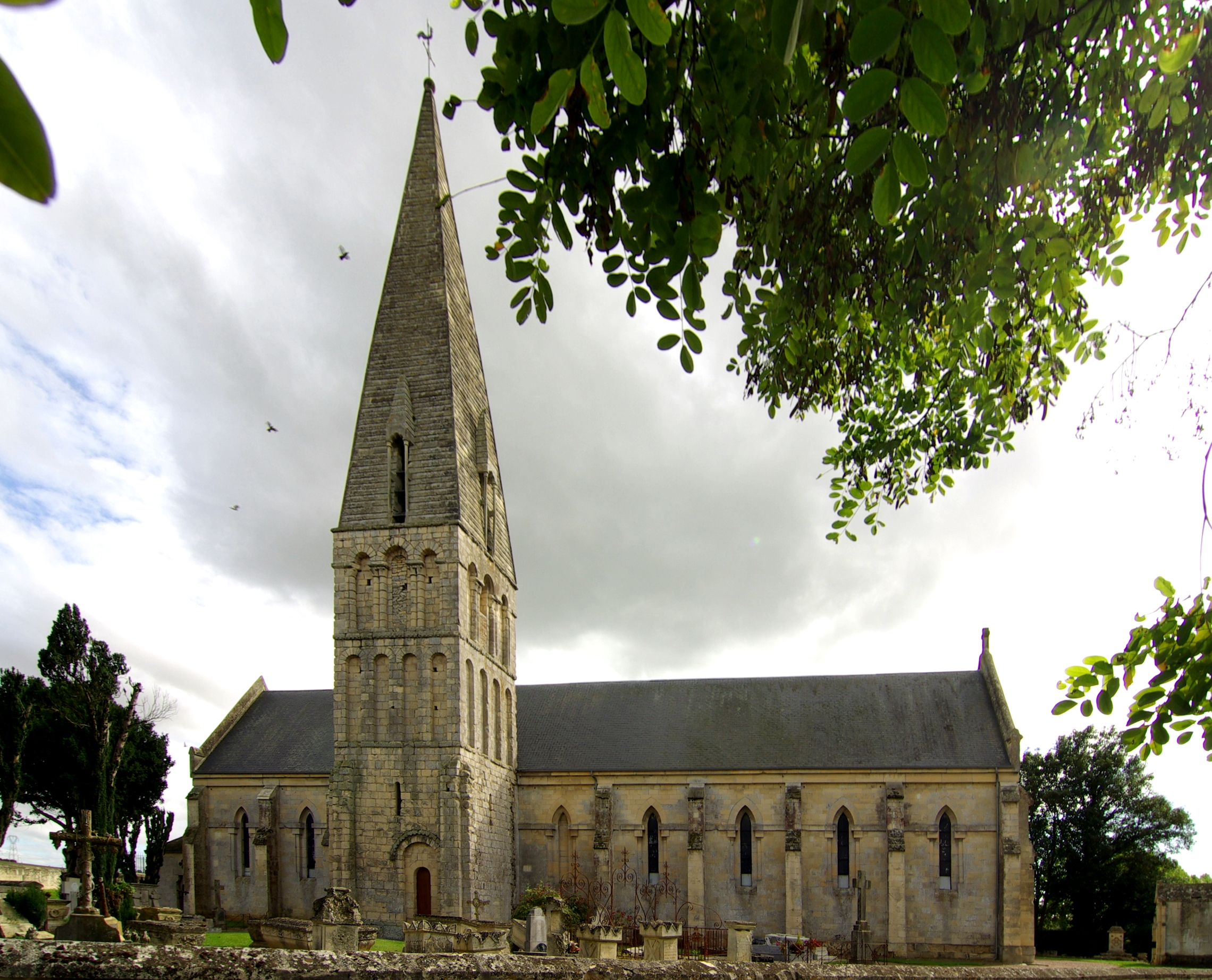
Церковь Нотр-Дам
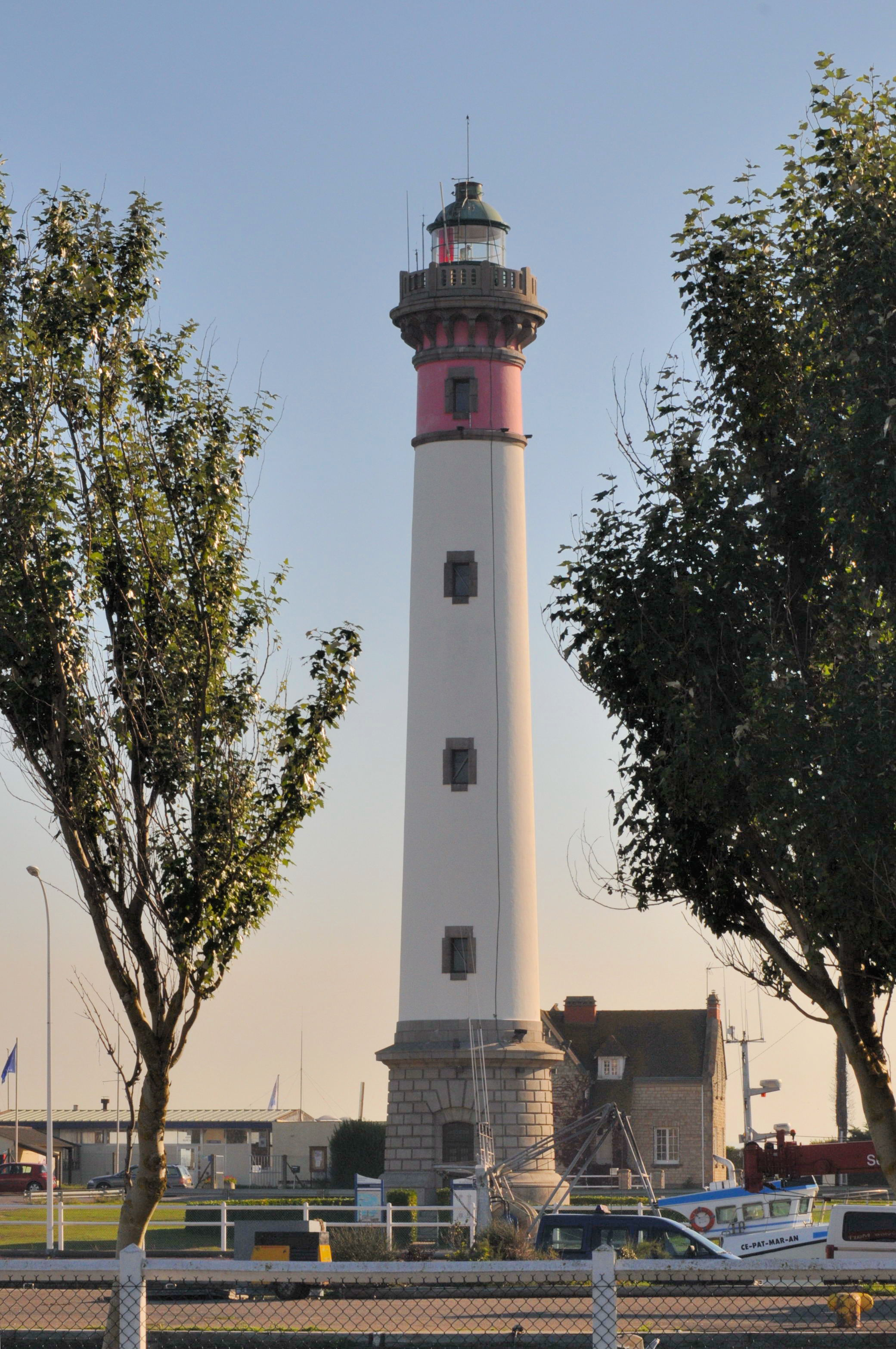
Маяк
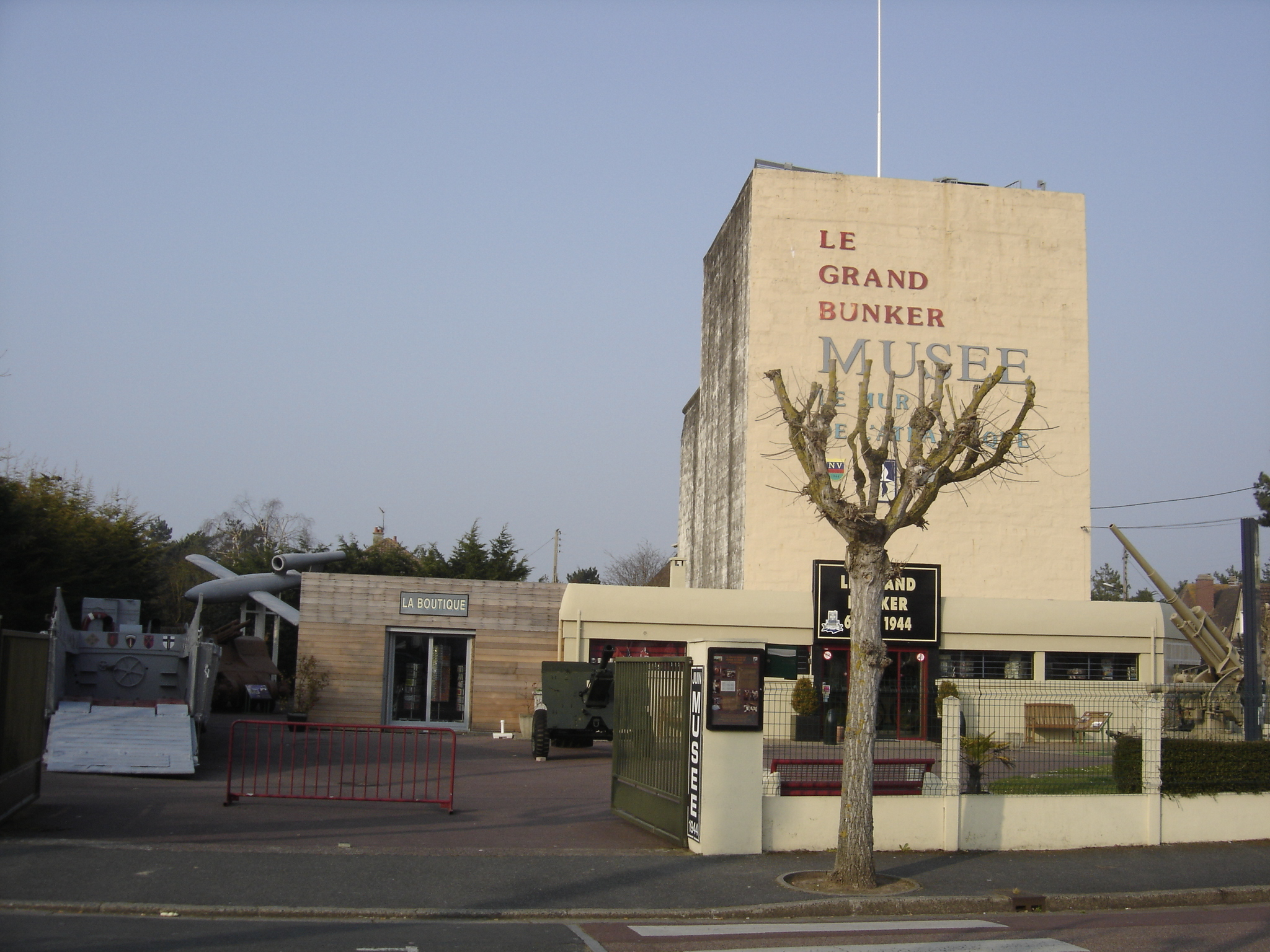
Музей Le Grand Bunker

1. 1 2  база данных о французских коммунах — Национальный географический институт Франции, 2015.